# Protestantská etika a duch kapitalismu
Protestantská etika a duch kapitalismu (v německém originále Die protestantische Ethik und der Geist des Kapitalismus) je jedno z nejproslulejších děl německého sociologa Maxe Webera. Poprvé bylo toto dílo publikováno v letech 1904–1905. Ačkoliv duch kapitalismu je pojem poprvé použitý Wernerem Sombartem, zásadního významu nabyl až v Protestantské etice a duchu kapitalismu Maxe Webera. Weber se v něm zabývá mimo jiné vztahem mezi rozmachem (nikoli vznikem) kapitalismu a náboženstvím, respektive protestantismem.
Weber začal nejdříve se studiem šesti velkých světových náboženství (konfucianismu, hinduismu, buddhismu, křesťanství, islámu a judaismu). Na základě jejich analýzy došel k závěru, že kapitalismus se ve východní kultuře nemohl rozvinout, jelikož mu v tom bránily tamější náboženské systémy. Tato východní náboženství totiž dávala do popředí jiné hodnoty než náboženství v západních zemích. Se vznikem protestantismu se pak podle Webera přímo pojí změna sociálních poměrů, které umožnily vyrůst právě myšlenkám kapitalismu. Duchem kapitalismu je míněn vztah lidí k akumulaci majetku, který vznikl a vyvíjel se společně s protestantismem.

## Obsah díla
Max Weber ve svém díle hledá příčiny vzniku kapitalismu, respektive jeho ideálního typu. Své názory opírá o rozsáhlý historický a statistický výzkum. Vznik kapitalismu je spojen s moderní západní společností, a to díky racionalizaci a byrokracii. Kapitalismus se ovšem odlišuje od pouhé snahy hromadit peníze, a to právě svým specifickým duchem. Jeho původ nalézá Weber v protestantství, zvláště potom v kalvínském protestantismu. Jeho cílem je určit podíl protestantské etiky na vývoji kapitalistické společnosti. Protestantismus má podle Webera určitý "racionalizační potenciál", kdy dochází k praktickému využití náboženských hodnot v racionálním jednání a aktivitách. Na základě shromážděných empirických dat dochází Weber k závěru, že protestanti jsou ve svém konání ve srovnání s katolíky více zaměřeni na zisk a jsou v této činnosti také úspěšnější. S kalvínským protestantismem je spojena specifická mentalita, ze které následně vychází kapitalismus. Kalvínský životní styl nabádá k šetrnosti, střídmosti a střízlivosti, k životu naplněnému praktickými aktivitami a zřeknutím se okázalého a rozhazovačného způsobu života, zisk se tak stává racionálním sebeúčelem. Kapitalistický duch je tedy jednoznačně spojen s pracovitostí a askezí. Zde Weber odkazuje na slova Benjamina Franklina, který tvrdí, že je třeba svůj čas věnovat aktivnímu vydělávání peněz, zároveň však nikdy zbytečně neutrácet. Každý člověk je tak ke svému povolání skutečně "povolán" a tím, že jej bude zastávat zodpovědně a efektivně, oslavuje boží dílo. V této představě je poté zisk známkou správného jednání a boží přízně, naopak neúspěch je známkou toho, že je třeba pracovat lépe. Základním pojmem je učení o predestinaci, podle kterého je usilovná a asketická práce jedinou cestou ke spáse. Svoji předurčenost ke spáse či zatracení nemohou lidé ovlivnit, mohou pouze z ukazatelů na své životní cestě posuzovat, zda kráčí správně. Hromadění kapitálu tak přestává mít negativní nádech a naopak se stává jasným ukazatelem boží nakloněnosti. Práce se tak stává hodnotou a ne pouhým zdrojem obživy.

## Vznik kapitalismu
Vznik myšlenky kapitalismu úzce souvisí s etikou a celkovou kulturou protestantismu. Protestantismus Weber nepojímal jako náboženský proud, spíše jako kulturní postoj individuí a skupin na každodenní život. Duch kapitalismu se nezabývá ziskem jako takovým, spíše však o cestu k němu, která jedince vede k ekonomickému myšlení, usilovnosti, perfekcionalismu, atd. Celkově povinnosti v zaměstnání a v životě zavedou člověka k zisku „kapitálu“. Opak „ducha kapitalismu“ se dá označit jako tradicionalismus. Weber vycházel z faktu, že na konci 17. století byly ekonomicky dominantní především ty regiony, kde převažoval protestantismus. Protestanti byli dominantní také díky tzv. nitrosvětské askezi, jejímž účelem byla akumulace kapitálu, jeho ukládání a šetření. Hlavní motto byla píle, která je zavedla k vytvoření jisté etiky v povolání, obchodu a racionálnímu pohledu na ekonomický ale i sociální život. Podle Weber zde ale existuje také problém vytvoření tzv. „iracionality“  racionalizace. „Člověk je orientován na zisk jako na účel svého života, není to už pro něho prostředek za účelem uspokojování materiálních životních potřeb“.  Snažil se ukázat zvláštní metodu, jakou se náboženství obtiskává do moderní kultury. 

## Duch kapitalismu a protestantská etika se vzájemně doplňují
Duch kapitalismu se podle Maxe Webera opírá o dvě základní hodnoty, kterými jsou práce a šetrnost, jež jsou charakterizující pro mentalitu moderních kapitalistů. Práce sama o sobě je cílem i organizujícím prvkem života jedince. Ruku v ruce s prací kráčí šetrnost, s níž souvisí další centrální hodnota kapitalismu – investice. Zisk má být znovu investován, čímž umožní rozšíření produkční základny.
Duch kapitalismu se poté opírá o protestantské hodnoty, které říkají, že známkou vyvolenosti je úspěch v povolání. Jelikož kalvinisté věří, že jejich osud je předurčen, je úspěch v povolání cestou, jak zjistit, zda jsou právě oni vyvolení. Jedinec tedy musí zasvětit veškeré své úsilí práci, která je protestanty považována za cíl, nikoli za prostředek, a vydělané finance šetřit či znovu investovat do podnikání, ne je vydávat za světské radovánky.
Protestantské hodnoty tedy podpořily rozvoj ducha kapitalismu a nepřímo i rozvoj kapitalismu samotného. Weber k tomu říká: „Z idejí se stávají hybné síly historie.“

## Iracionalita racionalizace
Důležité jsou také etické předpoklady kapitalistického vývoje. Z původně nábožensky motivovaného racionálního způsobu života, kdy se člověk asketickým zřeknutím všech požitků s pomocí píle, snaží „dospět na hádanku predestinace a rozšiřovat boží slávu na zemi“, postupně oddaloval náboženskému obsahu a zaměřoval se na pouhé hromadění majetku s touhou po největším zisku. 

## Struktura díla
Dílo Maxe Webera je členěno do třech kapitol:
1. Konfese a sociální rozvrstvení
2. Duch kapitalismu
3. Lutherova koncepce povolání. Úkol zkoumání

## Kritika
Weberova teorie byla kritizována již za jeho života. Argumentováno bylo zejména tím, že jev, který je Weberem nazýván duchem kapitalismu, lze vypozorovat již v italských obchodních městech ve 12. století, tedy dlouho před vznikem kalvinismu. Další argument byl namířen ke skutečnosti, že klíčový koncept práce jako povolání, kterou Weber spojoval s protestantismem, byl obsažen již v katolické víře. Tato kritika následně přiměla Webera svůj koncept upravit a rozlišit tzv. moderní kapitalismus od kapitalismu.

## Význam
Dílo Maxe Webera je základní monografií, která otevřela rozsáhlou diskuzi. Weber přidal ke vzniku a vývoji kapitalismu nový pramen, náboženství. Tím byla otevřena brána zcela novému směru zkoumání, protože do té doby se o náboženství v souvislosti s kapitalismem neuvažovalo. Weber dal tímto dílem také význam střídmému asketickému životnímu stylu, který byl až dosud ve zdánlivém rozporu s vyvíjenou snahou o akumulaci bohatství. Díky této koncepci je Weber spolu s Émilem Durkheimem považován za zakladatele sociologie.